# جابر القرني
جابر القرني إعلامي ومقدم برامج سعودي، ومستشار إداري في وزارة الحرس الوطني. عمل لسنوات مشرفاً عاماً على الشؤون الإعلامية في المهرجان الوطني للتراث والثقافة (الجنادرية)، ويقدم برنامج (صنوان) على قناة السعودية.

## التعليم
حاصل على بكالوريوس في الإعلام من جامعة الملك عبد العزيز.

## العمل
- مستشار إداري بالمرتبة الخامسة عشر في وزارة الحرس الوطني.
- مدير الشؤون الإعلامية بمكتب وزير الحرس الوطني.[5]
- مسؤول العلاقات العامة والإعلام في نادي الفروسية لأكثر من 20 سنة.[6]
- عمل مشرفاً على الشؤون الإعلامية في المهرجان الوطني للثقافة والتراث (الجنادرية).[7]
- عمل مستشاراً ومشرفاً عاماً على مجلة الحرس الوطني.
- عضو سابق في لجنة التنسيق الإعلامي بمجلس الشؤون السياسية والاقتصادية.
- اختير أميناً عاماً لجائزة المنتدى السعودي للإعلام 2025، تقديراً لمسيرته المتميزة في المجال الإعلامي.[4]

## برامج
- يقدم البرنامج الحواري (صنوان) على قناة السعودية.[8]
- قدم برنامج (أغنيات للوطن) على قناة السعودية. قدمه أثناء حرب تحرير الكويت.[9]

## إصدارات
أعدّ جابر القرني عدداً من الكتب التوثيقية للأوبريتات الاستعراضية لمهرجان الجنادرية منها:
| م | الكتاب                                  | سنة النشر | ملاحظات                                  |
| - | --------------------------------------- | --------- | ---------------------------------------- |
| 1 | أوبريت التوحيد كلمات الأمير خالد الفيصل | 1994م     | إصدارات المهرجان الوطني للتراث والثقافة. |
| 2 | دولة ورجال: أوبريـت                     | 1995م     | إصدارات المهرجان الوطني للتراث والثقافة. |
| 3 | عرايس المملكة                           | 1996م     | إصدارات المهرجان الوطني للتراث والثقافة. |

## التكريم
كرّمه خادم الحرمين الشريفين الملك سلمان بن عبد العزيز آل سعود في مهرجان الجنادرية 33 عام 2018م.